# Guttet-Feschel
Guttet-Feschel es una comuna suiza del cantón del Valais, situada en el distrito de Leuk. Limita al norte con la comuna de Leukerbad, al noreste con Ferden, al este con Erschmatt, al sur y suroeste con Leuk, y al oeste con Albinen.
La comuna es el resultado de la fusión el 1 de octubre de 2000 de las comunas de Guttet y Feschel.